# NGC 4827
NGC 4827 (другие обозначения — UGC 8065, MCG 5-31-16, ZWG 160.28, PGC 44178) — галактика в созвездии Волос Вероники.
Это протяжённая радиогалактика, расположенная на периферии скопления Волос Вероники. Источник радиоизлучения 5C4.43 имеет Z-образную морфологию, в излучении частотой 1,4 ГГц угловой размер радиоисточника составляет 4′30″. Два джета распространяются в северном и южном направлении, их яркость уменьшается при удалении от ядра и они переходят в протяжённые «полости» (radio lobes).
Этот объект входит в число перечисленных в оригинальной редакции «Нового общего каталога».